# Ꚓ
Tche (Ꚓ ꚓ, chữ nghiêng: Ꚓ ꚓ) là một chữ cái trong bảng chữ cái Kirin. Hình dạng của Tche là chữ ghép của hai chữ cái Te (Т т Т т) và Che (Ч ч Ч ч).
Tche từng được sử dụng trong bảng chữ cái Kirin cũ của tiếng Komi. Tche cũng từng được dùng trong bảng chữ cái Kirin cũ của tiếng Abkhaz, trong đó nó đại diện cho âm /t͡ʃʼ/. Chữ cái Tche được thay thế bằng chữ cái Che với nét gạch đuôi (Ҷ) trong bảng chữ cái Abkhaz hiện đại.

## Mã máy tính
| Kí tự               | Ꚓ                            | Ꚓ                            | ꚓ                          | ꚓ                          |
| ------------------- | ---------------------------- | ---------------------------- | -------------------------- | -------------------------- |
| Tên Unicode         | CYRILLIC CAPITAL LETTER TCHE | CYRILLIC CAPITAL LETTER TCHE | CYRILLIC SMALL LETTER TCHE | CYRILLIC SMALL LETTER TCHE |
| Mã hóa ký tự        | decimal                      | hex                          | decimal                    | hex                        |
| Unicode             | 42642                        | U+A692                       | 42643                      | U+A693                     |
| UTF-8               | 234 154 146                  | EA 9A 92                     | 234 154 147                | EA 9A 93                   |
| Tham chiếu ký tự số | &#42642;                     | &#xA692;                     | &#42643;                   | &#xA693;                   |